# St. Vitus (Nassenbeuren)

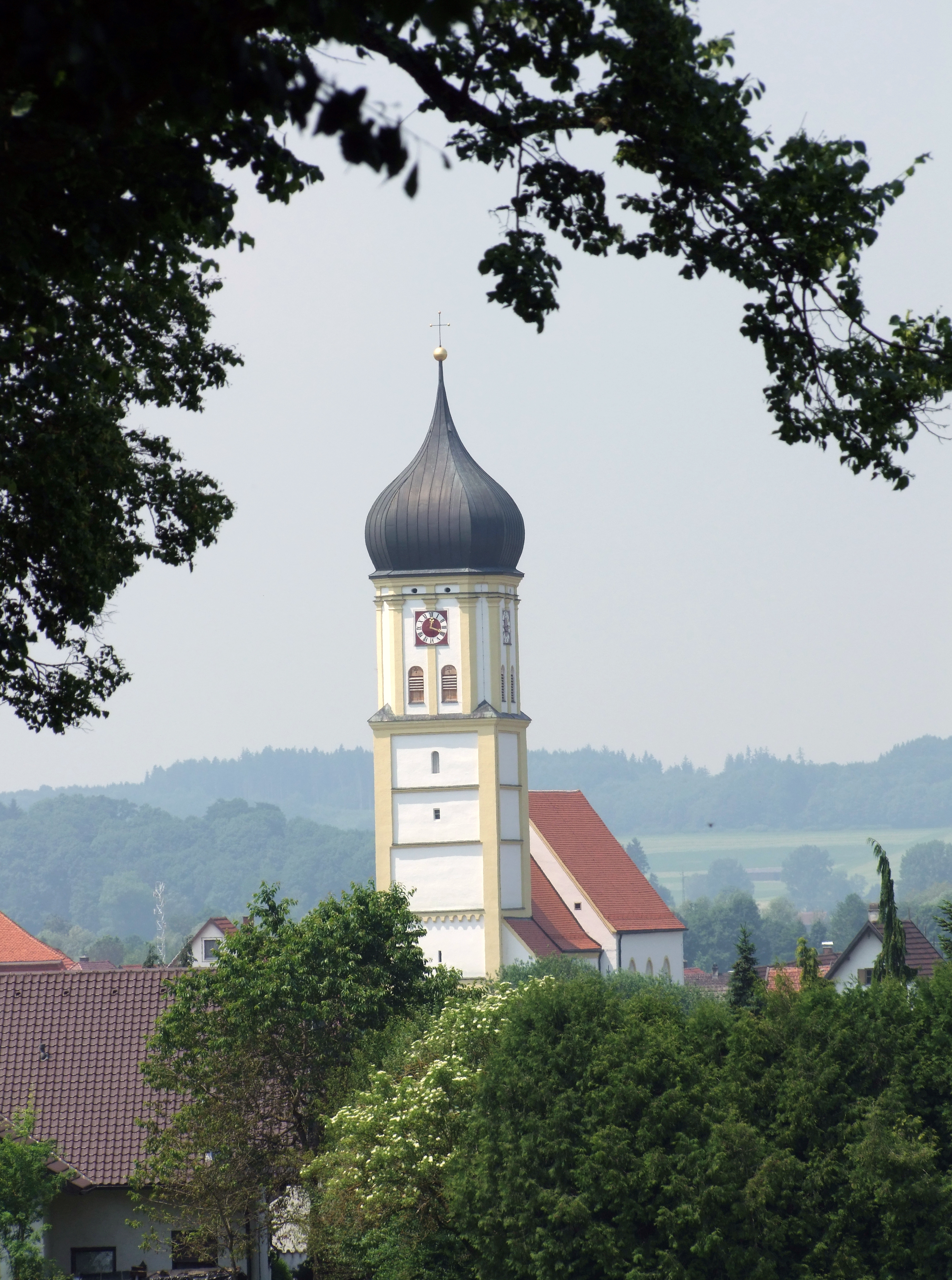
St. Vitus von Osten

St. Vitus ist eine katholische Pfarrkirche im mittelschwäbischen Nassenbeuren bei Mindelheim. Das Patrozinium wird am 15. Juni gefeiert.

## Geschichte
Die Kirche stammt vermutlich von einer romanischen oder frühgotischen Chorturmanlage aus dem 12. bis 14. Jahrhundert. Der heutige Chorraum wurde bis 1739 als Langhaus genutzt, dann als Chorraum umgebaut und etwas verkürzt. Im selben Jahr wurde das saalartige Langhaus angebaut und ein neuer Chorbogen eingezogen. Der alte Chorbogen wurde in eine große Rundbogenblende umgestaltet und die Sakristei im Erdgeschoss des Turmes eingerichtet. Sieben Jahre nach der Außenrenovierung wurde die Kirche im Jahr 2016 innen saniert.

## Lage
Die Kirche steht auf einer Anhöhe am ehemaligen östlichen Teil des Ortes kurz vor der unter Naturschutz stehenden Lindenallee, die zur Wallfahrtskirche Maria Schnee führt. Sie grenzt mit Ausnahme der Ostseite an Neubaugebiete und Altbauten. An der Nordseite vorbei führt eine Gemeindestraße nach Mattsies. Die Kirche steht zentral im Kirchhof, der durch eine Friedhofsmauer begrenzt wird.

## Ausstattung
Die Einrichtung der Kirche ist barock gestaltet. Um 1600 hatte die Kirche einen neuen Altar erhalten. Wie der alte Altar gestaltet war, geht aus den Quellen nicht hervor. In diesem Altar wurden bereits die Vierzehn Nothelfer des heutigen Altars verwandt. Der aus dem Jahr 1600 stammende Altaraufbau wurde 1852 dem Zeitgeist entsprechend mit neuromanischen Teilen modernisiert. 1920 wurde versucht, den Altar wieder der barocken Raumschale anzupassen. Der Entwurf stammt vom Münchner Architekten Joseph Elsner junior. Der Altar besteht aus einem Altartisch mit aufgesetztem Tabernakel, Mittelteil und Auszug. In der Mitte des Antependiums ist ein goldenes, gleichschenkliges Kreuz in einem Ring. Aus der Mitte des Kreuzes gehen zu allen vier Seiten Strahlen aus. Links und rechts vom Kreuz befinden sich zwei Bilder. Das linke zeigt die Szene um Abraham mit seinem Sohn Isaak. In der Mitte ist der stehende Abraham dargestellt. Neben ihm kniet auf einer bereits im Hintergrund brennenden Opferbank sein Sohn Isaak. Abrahams rechte Hand, ein Messer haltend, ist nach rechts ausgestreckt und zeigt auf einen im Strauch verfangenen Widder. Die Hand von Abraham wird von einem Engel zurückgehalten, der zu seiner Rechten schwebt.